# Slikarstvo
Slikarstvo je likovna umjetnost oblikovanja plohe bojom (sve što nastaje umjetničkim slikanjem). Slikanje je postupak gdje se nečim nanosi mješavina pigmenta i ljepila na podlogu (plohu) stvara slika. 
Plohe i tehnike slikanja su različite: npr. plohi zida odgovara tehnika freske, drvenoj ploči ili platnu – tempera, uljene boje, papiru – akvarel, tempera, gvaš, itd.
Slikarstvu je pretpostavka crtež, a osnovno izražajna sredstva su mu boja i ploha (likovna umjetnost). No, za razliku od fotografije, slikar ima veću slobodu oblikovanja i likovnog izražavanja, tj. može mijenjati oblik i boju svakog lika, prostora ili njihove odnose, pa čak i stvarati iz mašte ono što ne postoji.
Ako je slika rađena u samo jednoj boji, onda je to monokromna  (jednobojna) slika. No, ako na slici ima više boja onda se među njima javljaju odnosi: međuovisnost boja i kompozicija boja.
Međuovisnost boja znači da boje djeluju jedna na drugu. Npr. ako uz jednu boju položimo bljeđu boju, ona će izgledati intenzivnije (jače), a ako uz istu boju položimo neku snažnu boju, ona će se doimati bljeđom. 
Kompozicija boja znači da se u kompoziciji oblika na slici, sve oblike dovodi u međusobnu vezu i odnos, to vrijedi i za boje. Dakle i raspored boja na slici je podjednako važan kao i raspored oblika na slici.

## Slikarske tehnike
Postoji uzajamni odnos slikarskih tehnika i boja. Jedna od slikarskih tehnika je pastel. On stvara ugođaj nježnosti i ljupkosti. Akvarel svojom providnošću daje bojama prozračnost. Fresko-slikarstvo, tehnika zidnog slikarstva, nema puno detalja i dočarava prostornost i monumentalnost. Temperi je svojstvena plošnost, pa je svojstvena plakatu, a uljene boje (obično na platnu napetom na drveni okvir) su pogodne za slikanje najmanjih detalja.
Boja se može nanositi na slikarsku podlogu na više načina: kao ploha (likovna umjetnost), mrlja, potez itd. Plošno slikarstvo je ono kada se kretnja kojom je boja nanošena ne može pročitati; nastale plohe kontinuirano se nastavljaju jedna u drugu stvarajući sliku plošnog karaktera.
Kada se boje nanose potezima koji su vidljivi tragovi kretanja kista, može se dobiti gusta površina (tzv. impasto) što nazivamo Pastozno slikanje.
Suprotno od ovog načina slikanja je kada je boja toliko rijetka da se kroz jedan sloj vidi boja ispod njega, ili čak površina slikarske podloge (npr. tkanje platna); to nazivamo lazurno slikanje.
Iluzionističko slikarstvo je naziv za slikarstvo u kojem se s pomoću perspektivnih rješenja i uz uporabu arhitektonskih elemenata, te uz primjenu svjetla i sjene (kjaroskuro) ostvaruje iluzija trodimenzionalnosti.

## Smjerovi u slikarstvu
- Paleolitska umjetnost
- Neolitska umjetnost
- Drevna Mezopotamija
- Umjetnost drevnog Egipta
- Umjetnost drevne Grčke
- Umjetnost drevnog Rima
- Bizantska umjetnost
- Predromanika
- Indijska umjetnost
- Kineska umjetnost
- Japanska umjetnost
- Afrička umjetnost
- Američka umjetnost
- Romanika
- Gotika

## Poznati slikari
- Leonardo da Vinci
- Salvador Dali
- Vincent van Gogh
- Pablo Picasso
- Andy Warhol
- Michelangelo Buonarroti
- Francisco Goya
- Rembrandt
- Edvard Munch
- Vasilij Kandinski

## Motivi u slikarstvu
- Portret – vjerni prikaz određene osobe koji donosi i psihološku karakterizaciju lika. Postoji realističan, idealizirani i naturalistički portret.
- Autoportret – portret samog slikara
- Karikatura – prikaz čovjeka u groteskno-komičnom obliku
- Figura – zamišljeni lik, kostimirani čovjek bez psihološkog izraza lica
- Akt – prikaz čovjeka bez odjeće
- Poluakt – prikaz čovjeka do pasa
- Interijer – prikaz unutrašnjeg prostora
- Genre – prikaz iz svakodnevnog života
- Pejzaž – krajolik, krajobraz; prikaz prirode
- Panorama – široki prikaz naselja
- Veduta – prikaz grada...
- Marina – morski pejzaž
- Ruina – prikaz porušenog objekta
- Animalizam – prikaz žive životinje, najčešće u prirodnom ambijentu
- Mrtva priroda – voće, cvijeće, uporabni predmeti i mrtve životinje

## Vanjske poveznice

### Sestrinski projekti
|  | Zajednički poslužitelj ima još gradiva o temi Slikarstvo |
|  | Wikicitati imaju zbirke citata o temi Slikarstvo         |

### Mrežna sjedišta
- Slikarstvo Hrvatska enciklopedija. LZMK
- LZMK / Proleksis enciklopedija Online: Slikarstvo